# 杜丁撞擊坑
杜丁撞擊坑（英語：Tooting）是一個位於火星亞馬遜平原（亞馬遜區）的一個壁壘型撞擊坑（Rampart crater），中心座標23.1°N, 207.1°E，位在火山奧林帕斯山西方。

## 概要
杜丁撞擊坑是於2004年9月由行星地質學家 Peter Mouginis-Mark 發現。科學家推測它的年齡數十萬年，是相對年輕的撞擊坑。之後的研究也確認了這個數量級。2007年有一篇研究杜丁撞擊坑地質和地貌的論文發表於期刊 "Meteoritics and Planetary Science", vol. 42, pages 1615 - 1625。

## 命名
杜丁撞擊坑是以大倫敦的杜丁區命名。國際天文聯會規定直徑小於60公里的火星撞擊坑必須以地球上人口少於10萬的城鎮命名。發現者以他的故鄉命名。這個消息引起許多英國知名媒體大篇幅報導。

杜丁撞擊坑

## 地質
杜丁撞擊坑有許多地貌特徵暗示它是相當年輕的撞擊坑。這些特徵包含了一群次級撞擊坑、附近缺乏其他撞擊坑、撞擊熔融和撞擊坑的中央丘未被沉積物覆蓋。
因為杜丁撞擊坑周圍是平坦的熔岩流（低於火星大地水準面3872公尺），因此可以推測撞擊坑和周圍噴發物堆積層的形成。例如來自撞擊坑形成時的噴發物體積推測是450立方公里，並且過程少於半小時。
杜丁撞擊坑是非對稱的，因為形成它的隕石是以自東北向傾斜角度撞擊的。

## 外部連結
- Discoverer's website
- 3d THEMIS rendering of Tooting （页面存档备份，存于）
- Google Mars display of Tooting （页面存档备份，存于）
- High resolution image of central mountains （页面存档备份，存于）